# Anna Maria Speckhahn
Anna Maria Speckhahn (* 13. Dezember 1883 in Langendernbach; † 4. Februar 1944 im KZ Ravensbrück) war eine deutsche römisch-katholische Märtyrin.

## Leben
Anna Maria Blank wuchs in Dornburg im Westerwald als Tochter eines Steinbruchbesitzers auf. 1911 heiratete sie den Gastwirt Karl Seibel aus Hadamar und übernahm mit ihm das Hotel Kaiserhof in Koblenz, das während des Ersten Weltkrieges aufgegeben werden musste. Nach kurzer Bewirtschaftung eines kleineren Hotels in Ehrenbreitstein übernahm das Paar 1919 eine Gaststätte in Koblenz. Nach Verlust eines von zwei Kindern und ihres Mannes heiratete sie 1926 den Witwer Franz Speckhahn, verpachtete 1930 die Gastwirtschaft, blieb aber weiter darin tätig.
Als gläubige Katholikin und Freundin einer Koblenzer Jüdin machte sie aus ihrer Distanz zum Nationalsozialismus kein Hehl. 1941 bezichtigte man sie wegen eines Briefes des versuchten Landesverrats, stellte das Verfahren jedoch ein. Am 5. Oktober 1943 wurde sie wegen Äußerungen in einem Milchgeschäft denunziert und im  Karmelitergefängnis inhaftiert. Der Transport in das KZ Ravensbrück dauerte vom 10. bis 22. Dezember 1943. Sie war als politisch eingestuft und trug die Häftlingsnummer 25.747. Sie starb am 4. Februar 1944. Die Urne wurde auf dem Karthäuser Friedhof in Koblenz beigesetzt.

## Gedenken
Die deutsche Römisch-katholische Kirche hat Anna Maria Speckhahn als Märtyrin aus der Zeit des Nationalsozialismus in das deutsche Martyrologium des 20. Jahrhunderts aufgenommen. Die Kirchengemeinde der Kirche St. Elisabeth (Koblenz) pflegt ihr Andenken.